# Pétroglyphes de Mogor

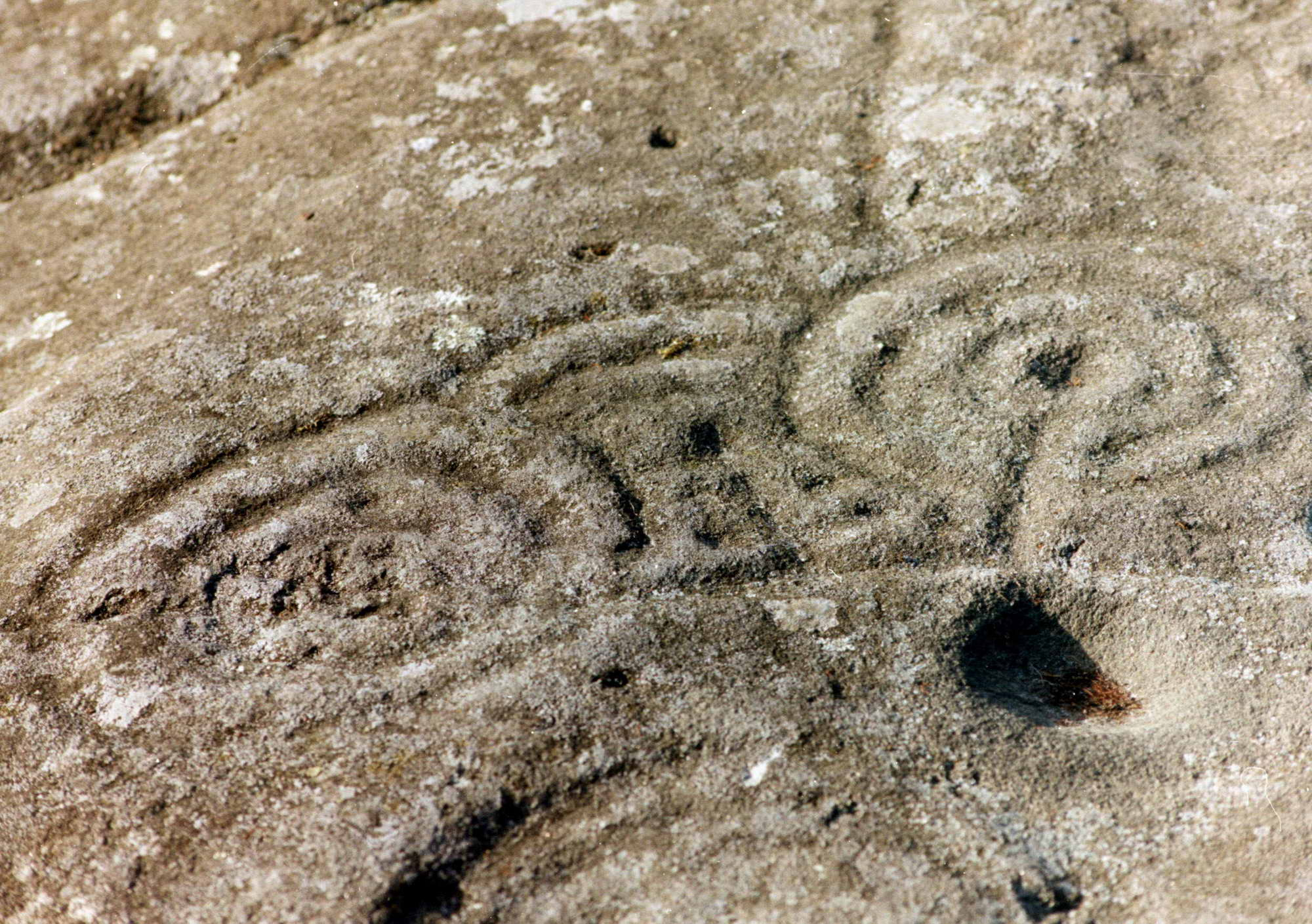
Pétroglyphes de Mogor

Les pétroglyphes de Mogor, connus sous le nom de Labyrinthes de Mogor, sont l'une des stations rupestres les plus reproduites et analysées de Galice (Espagne). Ils sont situés à A Barriada, à Mogor, une paroisse civile de la commune de Marín dans la province de Pontevedra. Ils font partie du groupe d'art rupestre de Terras de Pontevedra.

## Structure et organisation
Le site archéologique consiste en trois ensembles de gravures rupestres visibles, bien qu'il y ait eu jusqu'à sept groupes de roches avec des gravures dans la région, y compris certains des quelques labyrinthes trouvés jusqu'à présent en Galice. Ils constituent un échantillon exceptionnel du groupe galicien d'art rupestre, des exemples d'art rupestre dispersés dans toute la Galice et dont l'origine se situe entre les années 3000 et 2000 avant J.-C.
Le motif du labyrinthe, caractéristique des pétroglyphes de Mogor, est atypique dans l'ensemble de l'art rupestre galicien, avec seulement cinq exemples connus, tous dans la province de Pontevedra.

## Manifestations thématiques
Les trois séries de gravures rupestres de Mogor sont les suivantes :
- La Pedra do Labirinto est une roche allongée, mesurant environ 5 x 1,5 mètres, qui représente un labyrinthe formé par des rainures larges et profondes autour d'une cassolette et avec des appendices au sommet. Sur le reste de la surface rocheuse, on trouve des combinaisons plus circulaires avec une cassolette au centre et des cercles simples, plus superficiels que le précédent.
- La Pedra dos Campiños, située à une dizaine de mètres de la précédente, est un autre rocher plat où les gravures sont plus soignées et les sillons moins profonds. Il représente également un labyrinthe, mais il lui manque la cassolette centrale et les appendices. Le labyrinthe est très flou et usé, il ne peut donc être perçu que dans certaines conditions de lumière. La roche est enfoncée, ce qui a légèrement affecté le sillon supérieur du labyrinthe.
- La Laxe dos Mouros compte vingt-trois combinaisons circulaires reliées par des lignes courbes, plusieurs groupes de cassolettes, deux combinaisons de pseudo-labyrinthes, quatre cercles simples et un cerf (bien que ce dernier soit presque imperceptible). Cette dalle était autrefois connue sous le nom de pedra da moura encantada.

## Centre d'interprétation
Les pétroglyphes se trouvent dans un jardin qui tente de recréer un environnement archéologique. Il existe des passerelles qui permettent de les voir d'en haut sans avoir à marcher sur les pierres ou les gravures. Ces structures font partie du Centre d'interprétation des pétroglyphes de Mogor, dont la construction a été achevée fin 2011. Il y a quelques mois, le conseil municipal de Marín et la Junte de Galice ont signé un accord pour la muséalisation de toute cette zone.

## Autres ensembles rupestres à Marín
Outre les célèbres pétroglyphes de Mogor, la commune de Marín possède des gravures rupestres à Cachada Grande, Carballás, Champás, Chan da Lagoa, Cadro, Pornedo (dans la paroisse civile de San Xulián), et à A Godalleira et Sete Espadas (dans la paroisse civile de San Xurxo de Mogor).
Leur état de conservation, en général, et bien qu'ils soient déclarés monuments historiques-artistiques, n'est pas adéquat, mais ils ont eu plus de chance que d'autres qui ont disparu comme ceux de Teixugueira, Laxe ou celui connu sous le nom de Pedra dos Namorados.

## Curiosités
Parmi les visiteurs étrangers au Centre d'interprétation des pétroglyphes de Mogor, les Français sont majoritaires,.